# Drosophila eprocessata
Drosophila eprocessata är en tvåvingeart som beskrevs av Zhang och Masanori Joseph Toda 1995. Drosophila eprocessata ingår i släktet Drosophila och familjen daggflugor.
Artens utbredningsområde är Indonesien.